# Andréas Härry
Andréas Härry (* 11. März 1964 in Bern) ist ein Schweizer Musicalautor, Produzent, Theaterleiter und Journalist.
Der ursprünglich in Verkauf, Marketing und als Texter tätige Härry stieg 1996 vollberuflich ins Event-Management ein. In dieser Funktion schrieb und produzierte er bis 2001 verschiedene musikalische Produktionen für kommerzielle Anwendungen.
2002 kam sein erstes, abendfüllendes Musical auf die Bühne des Kultur- und Kongresszentrum Luzern: Der Drachenstein (Musik: Jürg Gisler). Dieses Bühnenstück wurde 2003 und 2007 wieder aufgenommen und ist die bis anhin erfolgreichste Musicalproduktion aus der Zentralschweiz. 2005 kam sein zweites Werk auf die gleiche Bühne: Jonas & Madelaine (Musik: Marina Macura) wurde rund 40 mal aufgeführt.
Im Herbst 2006 baute Härry zusammen mit Sonja Greber ein Industriegebäude im Süden von Kriens in ein Theater für 350 Personen um. Im Le Théâtre Kriens-Luzern wurde seine dritte Bühnenproduktion uraufgeführt: The Glamour Sisters. Unter anderem auf der Bühne: Isabelle Flachsmann, Irène Straub und Paloma Würth.
Als Produzent brachte er 2004 den Cole-Porter-Klassiker Kiss Me, Kate auf die KKL-Bühne. Im Herbst 2007 realisierte er Cabaret im Le Théâtre mit Isabelle Flachsmann als Sally Bowles. Im Herbst 2008 produzierte Härry Jesus Christ Superstar, im Herbst 09 folgte Evita, im Frühling 2010 Der kleine Horrorladen in einer von ihm lokal adaptierten Dialektfassung. Im Winter 2010/11 realisierte er eine Neuinszenierung von Grease. Ein Jahr später, 2011/2012, kam Hair auf die Bühne mit von Härry adaptierten, teils neuen, deutschen Dialogen. Für die Le Théâtre-Produktion Chicago (November 2012 bis Januar 2013) realisierte er zusammen mit Irène Straub eine Neuübersetzung auf Deutsch und eine Anpassung der Dialoge. Im Herbst 2013 produzierte er die Erstaufführung in deutscher Sprache des Musicals Flashdance. Ein Jahr später adaptierte er das Musical Saturday Night Fever neu für die Bühne von Le Théâtre Kriens-Luzern. Im Herbst 2015 produzierte Härry die Schweizer Premiere und Uraufführung einer deutschsprachigen Version des Musicals Daddy Cool, für die er auch das Buch verfasste. Im Herbst 2016 produzierte Andréas Härry die Welturaufführung des von ihm und Irène Straub geschriebenen Musicals Summer of ´85.
Im Spätsommer 2017 eröffneten Andréas Härry und Sonja Greber das neue, von ihnen geleitete Le Théâtre in Emmenbrücke, im Gebäude des ehemaligen Kongresszentrum Gersag. Dort wurde das wiederum von Härry und Straub verfasste Musical 95 - Ninety-Five zur Uraufführung gebracht. Im Dezember 2018 produziert Andréas Härry die Schweizer Premiere des Musicals Sister Act, im darauffolgenden Frühling eine Neuinszenierung der Rockoper Jesus Christ Superstar. Im Dezember 2019 folgte die Schweizer Erstaufführung des Musicals Rock of Ages (Musical). Im Dezember 2021 produzierte Härry die Schweizer Erstaufführung und die erste professionelle Produktion ausserhalb der USA des Musicals The Prom (Musical) auf Deutsch und Schweizerdeutsch (Titel: Der Ball). Härry verfasste dazu die schweizerdeutschen Dialoge. Im Winter 2022/23 – wegen Corona verschoben vom Winter 2020/21 – produzierte er die Schweizer Premiere von On Your Feet (Musical), eine Show basierend auf den Lebensgeschichten von Gloria Estefan und ihres Ehemannes Emilio. Für die Schweizer Erstaufführung von The Band im Winter 2023/24 mit der Musik von Take That übersetzte Härry die englischen Dialoge auf Schweizerdeutsch. Das Musical wurde im Le Théâtre, Emmen unter dem Titel Greatest Days aufgeführt, analog der wiederaufgenommenen Tourneeproduktion von The Band in Großbritannien.
Nebst seinen Funktionen als Theaterleiter sowie Autor und Produzent von Musicals war Andréas Härry 14 Jahre als Journalist für den Anzeiger Luzern tätig bis zur Einstellung der Zeitung im Februar 2024. Seit März 2024 verfasst er als freier Mitarbeiter Beiträge für die Luzerner Zeitung. 
Härry ist mit der Sängerin und Gesangspädagogin Irène Straub verheiratet und ist der Enkel des ehemaligen Eidgenössischen Vermessungsdirektors Hans Härry.